# Dwór obronny w Ropie
Dwór obronny w Ropie – dawny dwór obronny na terenie wsi Ropa w powiecie gorlickim w województwie małopolskim.
Dwór obronny w Ropie powstał prawdopodobnie w połowie XVI wieku z inicjatywy ówczesnych właścicieli wsi, rodziny Brzeńskich. W XIX wieku został przebudowany i przekształcony w lamus dworski, który zachował się do dzisiaj jako część zespołu pałacowego znajdującego się w centrum Ropy.
Dawny dwór obronny to zachodnia część dzisiejszego lamusa, wzniesiona z kamienia, o ścianach grubości 1 metra, ze sklepieniami kolebkowymi.